# Festival Internacional de Cine de Berlín de 1989
La 39.ª edición del Festival de Cine de Berlín se llevó a cabo del 10 al 21 de febrero de 1989. El Oso de Oro fue otorgado a la cinta estadounidense Rain Man dirigida por Barry Levinson.

## Jurado

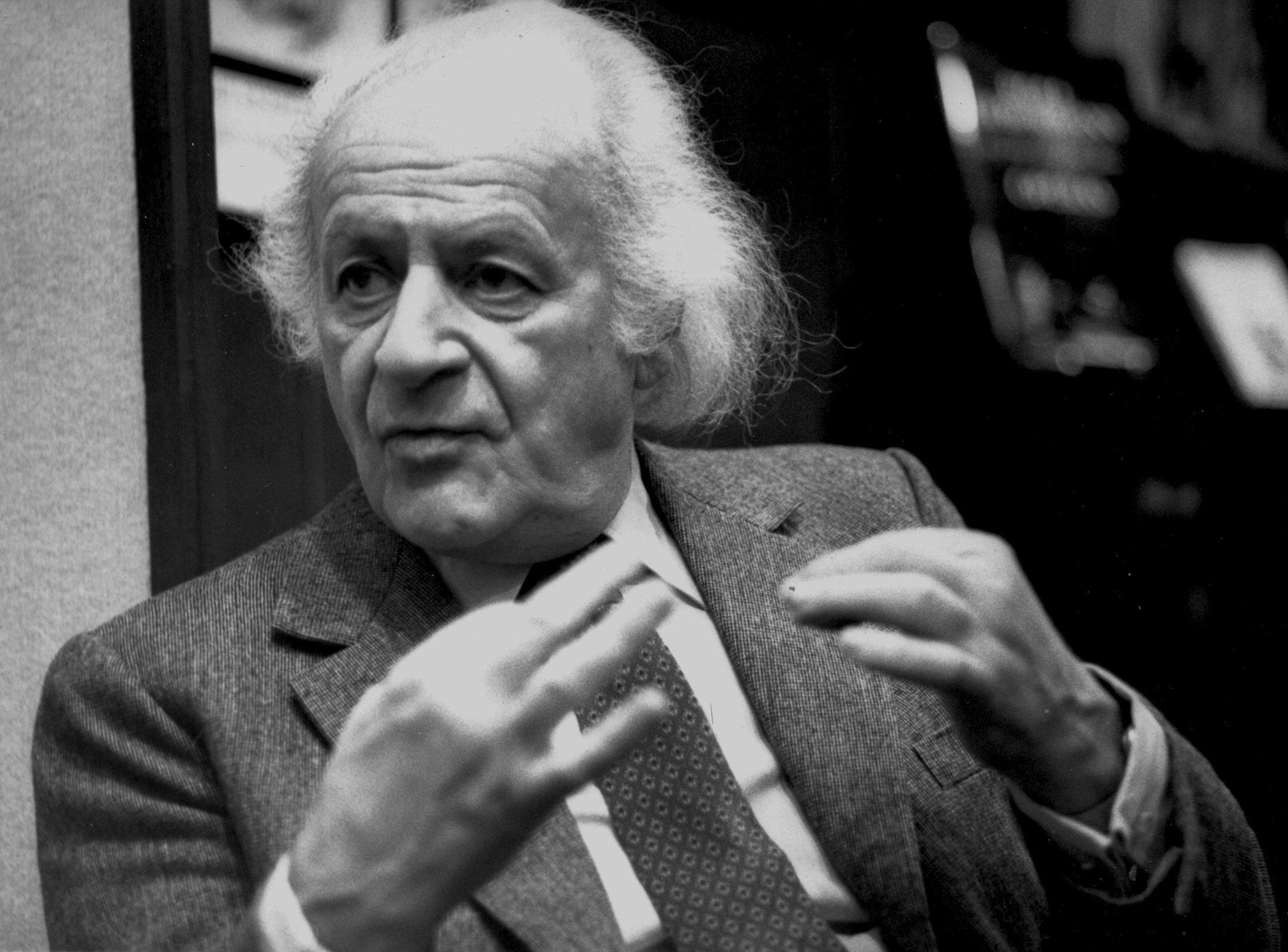
Rolf Liebermann, Presidente del Jurado

Las siguientes personas fueron miembros del jurado:
- Rolf Liebermann, compositor suizo - Presidente
- Leslie Caron, bailarina y actriz francesa
- Chen Kaige, cineasta chino
- Vadim Glowna, actor y cineasta alemán
- Randa Haines, cineasta estadounidense
- Vladimir Ignatovski, director búlgaro del Bulgarska Nacionalna Filmoteka
- Adrian Kutter, fundador del Festival de Cine Biberach an der Riß
- Francisco Rabal, actor español
- Cliff Robertson, actor estadounidense
- Zdeněk Svěrák, actor y guionista checo
- Boris Vasilyev, escritor y guionista soviético

## Películas en competición
La siguiente lista presenta a las películas que compiten por Oso de Oro:
| Título en español                                 | Título original                                   | Director(es)       | País               |
| ------------------------------------------------- | ------------------------------------------------- | ------------------ | ------------------ |
| Acusados                                          | The Accused                                       | Jonathan Kaplan    | EE.UU.             |
| Histoires d'Amérique: Food, Family and Philosophy | Histoires d'Amérique: Food, Family and Philosophy | Chantal Akerman    | Bélgica, Francia   |
| El verano de Aviya                                | הקיץ של אביה                                      | Eli Cohen          | Israel             |
| Bankomatt                                         | Bankomatt                                         | Villi Hermann      | Suiza, Italia      |
| Mielött befejezi röptét a denevér                 | Mielött befejezi röptét a denevér                 | Péter Tímár        | Hungría            |
| Camille Claudel                                   | Camille Claudel                                   | Bruno Nuytten      | Francia            |
| La noche oscura                                   | La noche oscura                                   | Carlos Saura       | España             |
| Esquilache                                        | Esquilache                                        | Josefina Molina    | España             |
| Campanadas al atardecer                           | 晚鐘                                              | Wu Ziniu           | China              |
| Fallada – letztes Kapitel                         | Fallada – letztes Kapitel                         | Roland Gräf        | RFA                |
| La bande des quatre                               | La bande des quatre                               | Jacques Rivette    | Francia            |
| Dauntaun hirozu                                   | ダウンタウン・ヒーローズ                          | Yoji Yamada        | Japón              |
| Ja milujem, ty miluješ                            | Ja milujem, ty miluješ                            | Dušan Hanák        | Checoslovaquia     |
| 1952: Ivan i Aleksandra                           | Иван и Александра                                 | Ivan Nitchev       | Bulgaria           |
| Johanna D'Arc of Mongolia                         | Johanna D'Arc of Mongolia                         | Ulrike Ottinger    | RFA, Francia       |
| Arde Mississippi                                  | Mississippi Burning                               | Alan Parker        | EE.UU.             |
| Pestalozzis Berg                                  | Pestalozzis Berg                                  | Peter von Gunten   | RFA, Suiza, Italia |
| Rain Man                                          | Rain Man                                          | Barry Levinson     | EE.UU.             |
| Resurrected                                       | Resurrected                                       | Paul Greengrass    | Gran Bretaña       |
| Sluga                                             | Sluga                                             | Vadim Abdrashitov  | URSS               |
| I fanela me to 9                                  | Η φανέλα με το 9                                  | Pantelis Voulgaris | Grecia             |
| Hablando con la muerte                            | Talk Radio                                        | Oliver Stone       | EE.UU.             |

### Fuera de competición
| Título en español                            | Título original                              | Director(es)       | País        |
| -------------------------------------------- | -------------------------------------------- | ------------------ | ----------- |
| Otra mujer                                   | Another Woman                                | Woody Allen        | EE. UU.     |
| Abschied vom falschen Paradies               | Abschied vom falschen Paradies               | Tevfik Başer       | RFA         |
| Las amistades peligrosas                     | Dangerous Liaisons                           | Stephen Frears     | EE. UU.     |
| Der Bruch                                    | Der Bruch                                    | Frank Beyer        | RFA         |
| Schweinegeld                                 | Schweinegeld                                 | Norbert Kückelmann | RFA         |
| Vlast Solovetskaya. Svidetelstva i dokumenty | Vlast Solovetskaya. Svidetelstva i dokumenty | Marina Goldovskaya | URSS        |
| War Requiem                                  | War Requiem                                  | Derek Jarman       | Reino Unido |

## Retrospectivas y Homenajes
Las siguientes películas estaban incluidas en la retrospectiva dedicada a Erich Pommer:
| Título en español                       | Título original                     | Director(s)          | País                  |
| --------------------------------------- | ----------------------------------- | -------------------- | --------------------- |
| Asfalto                                 | Asphalt                             | Joe May              | Alemania              |
| El sueño de un vals                     | Ein Walzertraum                     | Ludwig Berger        | Alemania              |
| Las eternas pasiones                    | Barbed Wire                         | Rowland V. Lee       | EE.UU.                |
| Die Prinzessin und der Geiger           | Die Prinzessin und der Geiger       | Graham Cutts         | Alemania, Reino Unido |
| El ángel azul                           | Der blaue Engel                     | Josef von Sternberg  | Alemania              |
| Bombas sobre Montecarlo                 | Bomben auf Monte Carlo              | Hanns Schwarz        | EE.UU.                |
| El gabinete del doctor Caligari         | Das Cabinet des Dr. Caligari        | Robert Wiene         | Alemania              |
| Kinder, Mütter und ein General          | Kinder, Mütter und ein General      | László Benedek       | Alemania              |
| El congreso se divierte                 | Der Kongreß tanzt                   | Erik Charell         | Alemania              |
| Baila, muchacha, baila                  | Dance, Girl, Dance                  | Dorothy Arzner       | EE.UU.                |
| El doctor Mabuse                        | Dr. Mabuse, der Spieler             | Fritz Lang           | Alemania              |
| Ich und die Kaiserin                    | Ich und die Kaiserin                | Friedrich Hollaender | Alemania              |
| Fausto                                  | Faust – Eine deutsche Volkssage     | F. W. Murnau         | Alemania              |
| Inglaterra en llamas                    | Fire Over England                   | William K. Howard    | Reino Unido           |
| I.F.1 no contesta                       | F.P.1 antwortet nicht               | Karl Hartl           | Alemania              |
| Te espero                               | Heimkehr                            | Joe May              | Alemania              |
| Hotel Imperial                          | Hotel Imperial                      | Mauritz Stiller      | EE.UU.                |
| Yo de día, tú de noche                  | Ich bei Tag und du bei Nacht        | Ludwig Berger        | Alemania              |
| Illusion in Moll                        | Illusion in Moll                    | Rudolf Jugert        | RFA                   |
| Voruntersuchung                         | Voruntersuchung                     | Robert Siodmak       | Alemania              |
| Zwei blaue Jungen                       | Zwei blaue Jungen                   | Alwin Neuß           | Alemania              |
| Posada Jamaica                          | Jamaica Inn                         | Alfred Hitchcock     | Reino Unido           |
| Liliom                                  | Liliom                              | Fritz Lang           | Francia               |
| Der Mann, der seinen Mörder sucht       | Der Mann, der seinen Mörder sucht   | Robert Siodmak       | Alemania              |
| Manon Lescaut                           | Manon Lescaut                       | Arthur Robison       | Alemania              |
| Metropolis                              | Metropolis                          | Fritz Lang           | Alemania              |
| Michael                                 | Michael                             | Carl Theodor Dreyer  | Alemania              |
| Nachts auf den Straßen                  | Nachts auf den Straßen              | Rudolf Jugert        | Alemania              |
| Pietro, der Korsar                      | Pietro, der Korsar                  | Arthur Robison       | Alemania              |
| Quick                                   | Quick                               | Robert Siodmak       | Alemania              |
| Sabían lo que querían                   | They Knew What They Wanted          | Garson Kanin         | EE.UU.                |
| El trío de la bencina                   | Die Drei von der Tankstelle         | Wilhelm Thiele       | Alemania              |
| Varieté                                 | Varieté                             | E. A. Dupont         | Alemania              |
| Bandera amarilla                        | Vessel of Wrath                     | Erich Pommer         | Reino Unido           |
| La maravillosa mentira de Nina Petrovna | The Wonderful Lies of Nina Petrovna | Hanns Schwarz        | Alemania              |

Las siguientes películas estaban incluidas en la retrospectiva "Europa 1939":
| Título en español | Título original | Director(s)                                         | País         |
| --- | --- | --------------------------------------------------- | ------------ |
| A Girl Must Live | A Girl Must Live | Carol Reed                                          | Reino Unido  |
| París 1900 | Bel Ami | Willi Forst                                         | Alemania     |
| Boefje | Boefje | Detlef Sierck                                       | Países Bajos |
| British Movietone of the 07/09/1939                                                                                      | British Movietone of the 07/09/1939                                                                                      | (Desconocido)                                       | Reino Unido  |
| Cheer Boys Cheer | Cheer Boys Cheer | Walter Forde                                        | Reino Unido  |
| Crisis | Crisis | Herbert Kline, Hanuš Burger y Alexander Hammid      | EE.UU.       |
| Wachtmeister Studer | Wachtmeister Studer | Leopold Lindtberg                                   | Suiza        |
| Léonide Moguy | Léonide Moguy | Francia                                             |              |
| Al despertar el dia | Le jour se lève | Marcel Carné                                        | Francia      |
| Deutsche Kulturfilme (beinhaltet Alpenkorps im Angriff von Gösta Nordhaus und Germanen gegen Pharaonen von Anton Kutter) | Deutsche Kulturfilme (beinhaltet Alpenkorps im Angriff von Gösta Nordhaus und Germanen gegen Pharaonen von Anton Kutter) | (Desconocido)                                       | Alemania     |
| Do It Now | Do It Now | (Desconocido)                                       | Reino Unido  |
| Dora Nelson | Dora Nelson | Mario Soldati                                       | Italia       |
| Borba prodolzhaetsya | Борьба продолжается | Vasily Zhuravliov                                   | Soviet Union |
| The First Days | The First Days | Humphrey Jennings, Harry Watt y Pat Jackson         | Reino Unido  |
| Fric-Frac | Fric-Frac | Maurice Lehmann                                     | Francia      |
| Las cuatro plumas | The Four Feathers | Zoltan Korda                                        | Reino Unido  |
| Adiós, Mr. Chips | Goodbye, Mr. Chips | Sam Wood                                            | Reino Unido  |
| Gorky 2: My Apprenticeship                                                                                               | V lyudyakh В людях | Mark Donskoy                                        | URSS         |
| Un patriota | Der Gouverneur | Victor Tourjansky                                   | Alemania     |
| Hotel Sacher | Hotel Sacher | Erich Engel                                         | Alemania     |
| El viaje a Tilsit | Die Reise nach Tilsit | Veit Harlan                                         | Alemania     |
| La manicura del Gran Hotel                                                                                               | Kitty und die Weltkonferenz                                                                                              | Helmut Käutner                                      | Alemania     |
| Die Deutsche Wochenschau                                                                                                 | Die Deutsche Wochenschau                                                                                                 | Helmut Käutner                                      | Alemania     |
| El león tiene alas | The Lion Has Wings | Michael Powell, Brian Desmond Hurst y Adrian Brunel | Reino Unido  |
| Love On The Wing | Love On The Wing | Norman McLaren                                      | Reino Unido  |
| MFI 754/MFI 812 | MFI 754/MFI 812 | (Desconocido)                                       | Hungary      |
| Johannisfeuer | Johannisfeuer | Arthur Maria Rabenalt                               | Alemania     |
| Uchitel | Учитель | Sergei Gerasimov                                    | URSS         |
| Semya Oppengeym | Семья Оппенгейм | Grigori Roshal                                      | URSS         |
| Pathé Journal 06/09/1939                                                                                                 | Pathé Journal 06/09/1939                                                                                                 | (Desconocido)                                       | Francia      |
| Ondas misteriosas | Q Planes | Tim Whelan y Arthur B. Woods                        | Reino Unido  |
| La regla del juego | La Règle du Jeu | Jean Renoir                                         | Francia      |
| Shchors | Щорс | Alexander Dovzhenko y Yuliya Solntseva              | URSS         |
| España | Испания | Esfir Shub                                          | URSS         |
| Spare Time | Spare Time | Humphrey Jennings                                   | Reino Unido  |
| El espía negro | The Spy in Black | Michael Powell                                      | Reino Unido  |
| Suprema decisión | Sans lendemain | Max Ophüls                                          | Francia      |
| Sabían lo que querían | They Knew What They Wanted                                                                                               | Garson Kanin                                        | EE.UU.       |
| Med livet som insats | Med livet som insats | Alf Sjöberg                                         | Suecia       |
| Menaces... | Menaces... | Edmond T. Gréville                                  | Francia      |
| Drei Unteroffiziere | Drei Unteroffiziere | Werner Hochbaum                                     | Alemania     |
| Két lány az utcán | Két lány az utcán | Andre DeToth                                        | Hungary      |
| Ufa Tonwoche 440 vom 9.2.1939                                                                                            | Ufa Tonwoche 440 vom 9.2.1939                                                                                            | (Desconocido)                                       | Alemania     |
| Ufa Tonwoche 468 vom 23.8.1939                                                                                           | Ufa Tonwoche 468 vom 23.8.1939                                                                                           | (Desconocido)                                       | Alemania     |
| Ufa Tonwoche 469 vom 30.8.1939                                                                                           | Ufa Tonwoche 469 vom 30.8.1939                                                                                           | (Desconocido)                                       | Alemania     |
| Ufa Tonwoche vom 7.9.1939                                                                                                | Ufa Tonwoche vom 7.9.1939                                                                                                | (Desconocido)                                       | Alemania     |
| Aufruhr in Damaskus | Aufruhr in Damaskus | Gustav Ucicky                                       | Alemania     |
| La barriada de Vuiborg                                                                                                   | Выборгская сторона | Grigori Kozintsev y Leonid Trauberg                 | URSS         |
| War Library Items 1, 2, 3                                                                                                | War Library Items 1, 2, 3                                                                                                | (Desconocido)                                       | Reino Unido  |
| Der Westwall | Der Westwall | Fritz Hippler                                       | Alemania     |

## Palmarés

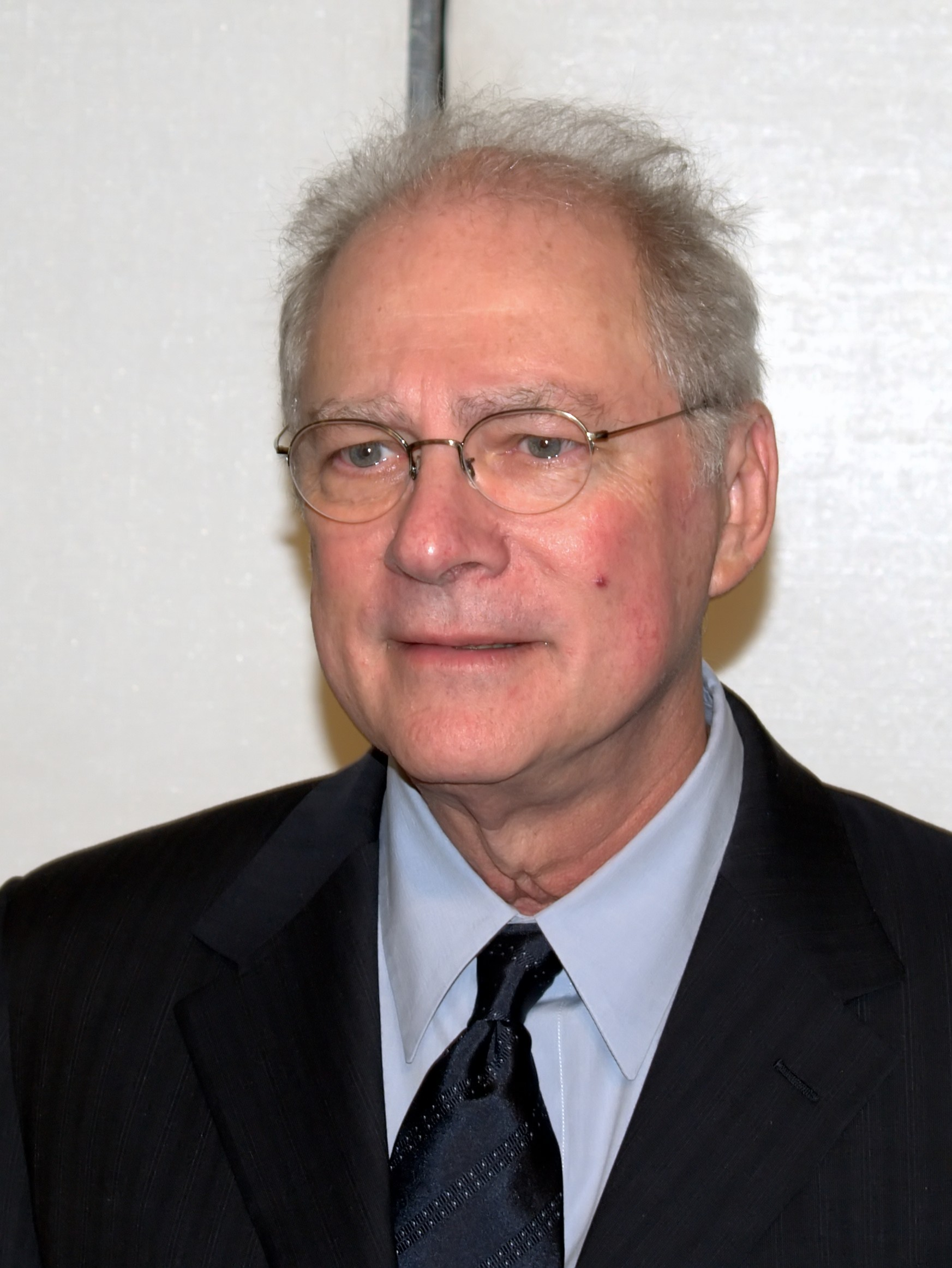
Barry Levinson, ganador del Oso de Oro

Los siguientes premios fueron entregados por el jurado profesional:
- Oso de Oroː Rain Man de Barry Levinson
- Oso del Plata, Gran Premio del Jurado: Campanadas al atardecer de Wu Ziniu
- Oso de Plata a la mejor dirección: Dušan Hanák por Ja milujem, ty miluješ
- Oso de Plata a la mejor interpretación femenina: Isabelle Adjani for Camille Claudel
- Oso de Plata a la mejor interpretación masculina: Gene Hackman for Arde Mississippi
- Oso de Plata por un logro único sobresaliente: Eric Bogosian por Hablando con la muerte
- Oso de Plata por su contribución artística: Kaipo Cohen y Gila Almagor por El verano de Aviya
- Mención especial: La bande des quatre de Jacques Rivette
- Premios Alfred Bauer: Karaul de Aleksandr Rogozhkin

### Premios independientes
- Premio FIPRESCI: La bande des quatre de Jacques Rivette
- Premio UNICEF: Juliana de Grupo Chaski (Perú)